# Husova lípa (Úklid)
Husova lípa ve vesnici Úklid v okrese Příbram ve Středočeském kraji, byl starý památný strom, který zanikl vinou lidské činnosti – nezdařeným pokusem o vypálení včel, které se v jeho dutině usadily. Z původních kořenů ale vyrostl nový kmen, takže lípa, která podle pověstí pamatuje kázání mistra Jana Husa, stále žije.

## Základní údaje
- název: Husova lípa
- výška: 18 m[1]
- obvod: 510 cm[1], 660 cm[3]
- věk: přes 1000 let (zřejmě podle pověsti)[3]
- zánik původního stromu (uschl): 1947[2]
- pád torza původního stromu: leden 1996[2]
- souřadnice: 49°36'53.51"N, 14°26'21.48"E

Lípa leží u hlavní silnice v centru osady nedaleko domu č. 9. Parčík s lípou lemuje nízký plot, torzo stromu doplňuje pomníček. Nedaleko stojí několik set let starý kříž.

## Stav stromu a údržba
Dnes je ze stromu jen padlé tlející torzo. Počátek zániku stromu se váže k neupřesněnému roku, kdy se v lípě usadil včelí roj a kohosi napadlo vyhnat včely ohněm. Od té doby lípa chřadla, roku 1939 srazila vichřice její hlavní větve, v horkém létě 1947 uschla úplně. Na kresbě Jaroslava Turka z roku 1969 je zachycena jako mrtvé torzo kmene – z koruny už zbyla jen silná kosterní větev. Na místě ale stála do ledna 1996, kdy její kmen padl. Zbytek byl ponechán na místě.
Kořeny původní lípy ale zmladily, takže lípa nezahynula úplně a nedaleko tlejícího kmene roste nový strom (již v roce 1969 byl vysoký téměř jako původní torzo).

## Historie a pověsti
V roce 1412 byl Jan Hus vykázán z Prahy a žil u přítele v nedalekém Zvěřinci. Do vesnice Úklid pod místní vzrostlou lípu prý chodil kázat.

## Další zajímavosti
Lípě byl věnován prostor v televizním pořadu Paměť stromů, konkrétně v dílu č. 9: Stromy osobností.

## Památné a významné stromy v okolí
- Jesenická lípa
- Dub u Bláhovy Lhoty
- Duby u mlýna (Pořešice)
- Akát u Doubravice (významný strom)